# Stare Babice
Stare Babice è un comune rurale polacco del distretto di Varsavia Ovest, nel voivodato della Masovia.
Ricopre una superficie di 63,49 km² e nel 2004 contava 14 743 abitanti.

## Località
Il comune è formato dall'insieme delle seguenti località:
Babice Nowe, Blizne Jasińskiego, Blizne Łaszczyńskiego, Borzęcin Duży, Borzęcin Mały, Buda, Janów, Klaudyn, Koczargi Nowe, Koczargi Stare, Kwirynów, Latchorzew, Lipków, Lubiczów, Mariew, Stanisławów, Stare Babice, Topolin, Wierzbin, Wojcieszyn, Zalesie, Zielonki-Parcela and Zielonki-Wieś.